# الجامعة التونسية للرياضات الإلكترونية
الجامعة التونسية للرياضات الإلكترونية (بالإنجليزية: Tunisian ESports Federation)‏ اختصارًا: (بالإنجليزية: TunESF)‏؛ (بالفرنسية: Fédération Tunisienne des sports électroniques)‏ هي جامعة رياضية تونسية، تشرف على لعبة الرياضات الإلكترونية في تونس.

## أهداف
تهدف الجامعة إلى:
- تنظيم ممارسة الرياضة الإلكترونية وتطويرها.
- تنظيم مسابقات وطنية للرياضات الإلكترونية.
- إدارة العلاقات مع الهياكل الرياضية الوطنية والدولية.
- تطوير نخبة الرياضة الإلكترونية.

## المسيرون
المكتب الجامعي المنتخب للجامعة التونسية للرياضات الإلكترونية منذ 28 مارس 2021:
- الرئيس: ماهر السرولي
- نائب رئيس: النوري قرفال
- عضو : منذر حسن
- عضو :رامي المؤدب
- عضو :سنية الفقي
- عضو :بسام الصيادي
- عضو :علاء الصباحي
- عضو :محمد علي بي
- عضو :غادة بن حمودة
- عضو :أنيس شقرون

## عضوية
وهي عضو بالاتحاد الدولي للرياضات الإلكترونية والاتحاد العربي للرياضات الإلكترونية.

## مقالات ذات صلة
- رياضة إلكترونية